# Meyrargues
Meyrargues é uma comuna francesa na região administrativa da Provença-Alpes-Costa Azul, no departamento de Bouches-du-Rhône. Estende-se por uma área de 41,67 km². Em 2010 a comuna tinha 3 892 habitantes (densidade: 93,4 hab./km²).